# Cementiri bosc de Roodt-sur-Syre
El Cementiri bosc de Roodt-sur-Syre (en luxemburguès: Rieder Bëschkierfecht) és un cementiri de disseny ecològic construït en una parcel·la de bosc Roodt (Riederbësch) a l'oest de Roodt-sur-Syre a la comuna de Betzdorf a Luxemburg. El cementiri està situat a uns 300 m al nord-oest del cementiri tradicional.

## Descripció
La presentació oficial del cementiri bosc va tenir lloc el 2 de maig de 2011. Aquest és el primer i fins ara únic cementiri del seu tipus a Luxemburg.
El cementiri cobreix una superfície total de 16,91 hectàrees, s'utilitzarà dues hectàrees durant una fase pilot de dos anys (2011-2013). El cementiri està disponible per a tots els residents de Luxemburg. Les cendres dels difunts s'enterren al peu dels arbres designats per a aquest fi.
El cementiri és una realització de l'administració municipal de Betzdorf i de l'Administració de la natura i els boscos, que recolzen la gestió del lloc, en col·laboració amb la Fundación Hëllef Natur i l'associació Omega 90. Se li va donar a l'Església Catòlica de Luxemburg.
Per a la fase pilot de dos anys, des de 2011 fins a 2013, van ser seleccionats 48 roures en una superfície de 2 hectàrees, per als primers enterraments de cendres. Aquests roures, que cadascun està marcat amb una petita placa que porta un número de sèrie, van ser escollits per la seva esperança de vida d'almenys un segle. Després de la fase pilot, si cal, el cementiri actual s'estendrà a la totalitat de l'àrea.

## Gestió

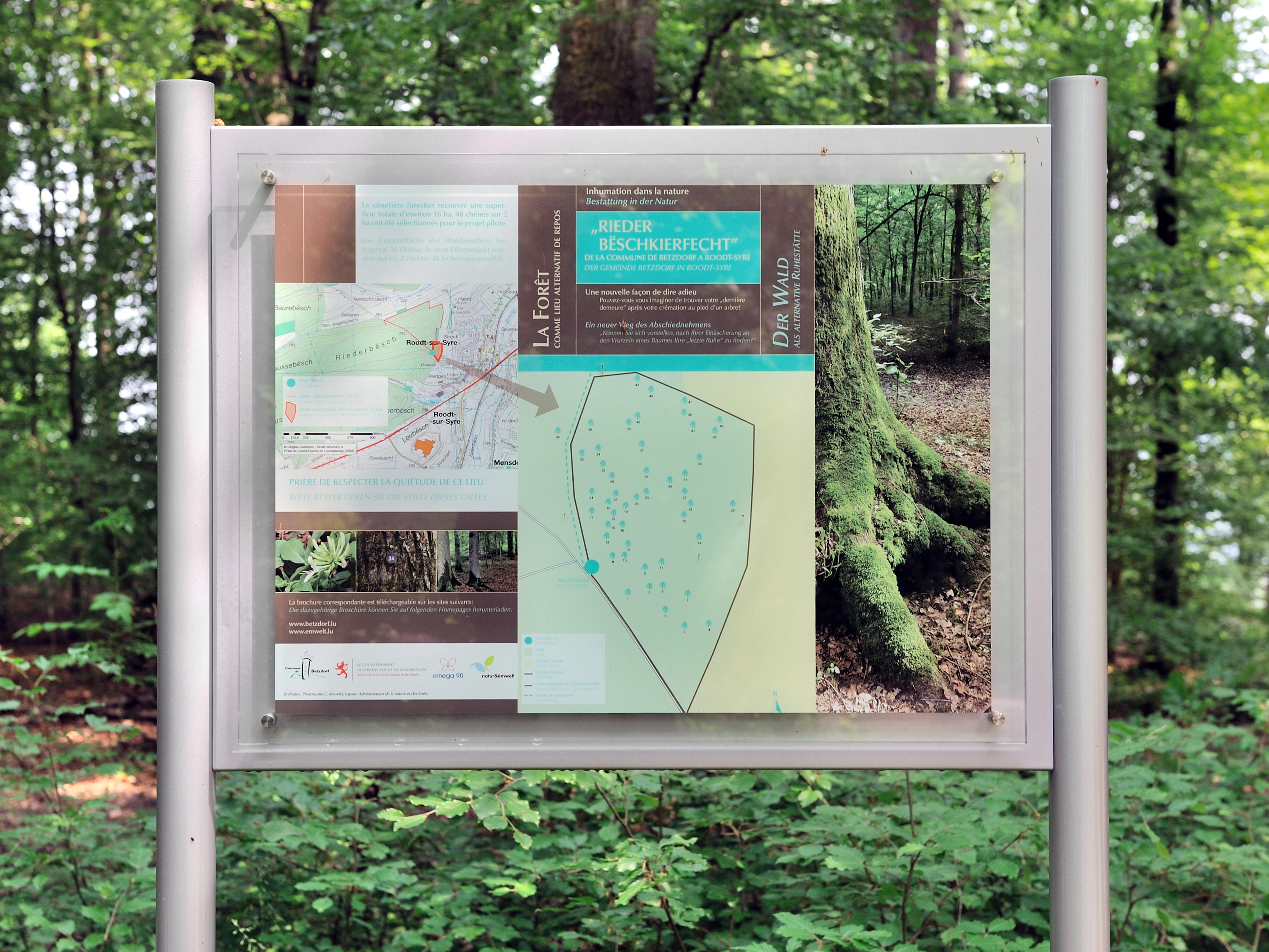
Informació a l'entrada del cementiri.

Està previst mantenir el bosc que allotja el cementiri en un estat natural. Per a aquest efecte, el dipòsit de les plantes ornamentals, corones fúnebres i làpides no està permès. El cementiri no està tancat i està obert al públic.
L'enterrament de les cendres es fa de deu localitats prop de cada arbre designat a aquest efecte. Per a cada difunt, una petita placa commemorativa s'adjuntarà a l'arbre. Els interessats poden adquirir les concessions per 15 o 30 anys, i per 200 o 400 euros, respectivament. Concessions per a «arbres genealògics» també estan disponibles.